# Herne (Njemačka)
Herne je grad u njemačkoj pokrajini Sjeverna Rajna-Vestfalija. Nalazi se u Ruhrskom području, između gradova Bochum i Gelsenkirchen.

## Vanjske poveznice
- Službena stranica  Arhivirana inačica izvorne stranice od 28. rujna 2013. (Wayback Machine)